# Тущыкудык (Мангистауская область)
Тущыкудык (каз. Тұщықұдық) — село в Мангистауском районе Мангистауской области Казахстана. Административный центр Тущыкудыкского сельского округа. Находится примерно в 66 км к северо-северо-западу (NNW) от села Шетпе, административного центра района. Код КАТО — 474647100.

## Население
В 1999 году население села составляло 1998 человек (987 мужчин и 1011 женщин). По данным переписи 2009 года, в селе проживало 2030 человек (1013 мужчин и 1017 женщин).